# Clinton (Iowa)
Clinton – miasto w Stanach Zjednoczonych, w stanie Iowa, siedziba hrabstwa Clinton. Według spisu w 2020 roku liczy 24,5 tys. mieszkańców. 
W mieście rozwinął się przemysł spożywczy oraz papierniczy.

## Klimat
Miasto leży w strefie klimatu kontynentalnego, wilgotnego z gorącym latem, należącego według klasyfikacji Köppena do strefy Dfa. Charakterystyczne sla tego typu są duże różnice temperatur pomiędzy latem i zimą. Średnia temperatura roczna wynosi 10,0°C, a opady 901,7 mm. Średnia temperatura najcieplejszego miesiąca - lipca wynosi 23,1°C, natomiast najzimniejszego stycznia -5,0°C. Najwyższa zanotowana temperatura wyniosła 42,8°C, natomiast najniższa -31,1°C. Miesiącem o najwyższych opadach jest lipiec o średnich opadach wynoszących 114, mm, natomiast najniższe opady są w styczniu i wynoszą średnio 43,2.

## Religia
Miasto ma najwyższy odsetek zielonoświątkowców w stanie Iowa – w 2020 roku, 8,5% osób deklaruje członkostwo w Kościołach zielonoświątkowych. Więcej jest w mieście jedynie katolików i luteran.